# Kullervo va in guerra
Kullervo va in guerra (in finlandese: Kullervon sotaanlähtö) è un dipinto dell'artista Akseli Gallen-Kallela risalente al 1901. Il soggetto è riprodotto sia come dipinto a tempera (89 × 128 cm) sia come murale (355 × 687 cm) situato nel salone della musica della vecchia Casa dello studente dell'Università di Helsinki. Il dipinto venne donato alla Student's Union da O. Donner.
Il tema del dipinto è tratto dal poema nazionale finnico, il Kalevala: Kullervo, protagonista dei runi dal trentunesimo al trentaseiesimo, cavalca un cavallo bianco pronto a muovere guerra contro lo zio fratricida Untamo per vendicare l'assassinio del padre Kalervo. Lo accompagna un lupo, probabilmente in riferimento alla vicenda della moglie del fabbro Ilmari (runo trentatreesimo).
L'ispirazione per i due dipinti venne all'artista durante un viaggio in Italia quando, in visita al Palazzo pubblico di Siena, ebbe modo di ammirare l'affresco Guidoriccio da Fogliano all'assedio di Montemassi. Dal confronto tra le opere emerge infatti la profonda influenza che il ritratto equestre attribuito a Simone Martini ebbe su Gallen-Kallela, soprattutto per quanto riguarda il paesaggio sullo sfondo.